# Тиберин

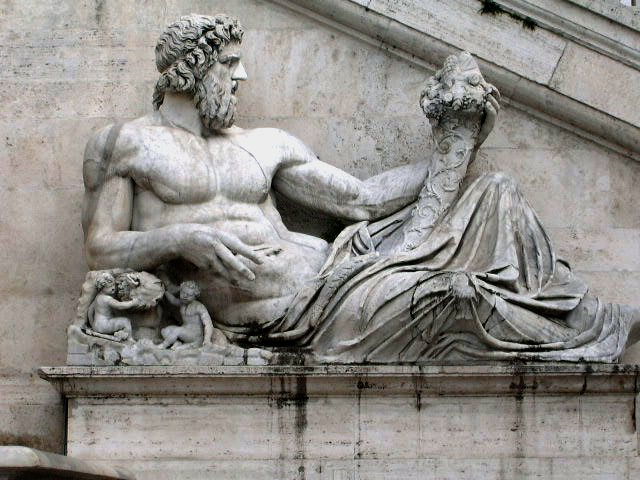
Тиберин (статуя из Капитолийского музея).

Тиберин (лат. Tiberinus) — в римской мифологии бог (гений) реки Тибр, один из 3 000 сыновей Океана и Тефиды.
Согласно Вергилию, Тиберин оказывал помощь Энею в его путешествии, подсказав ему двигаться в Лаций, и дав много других ценных советов.
Фиванская прорицательница Манто после своего переселения в Италию родила от Тиберина сына Окна.

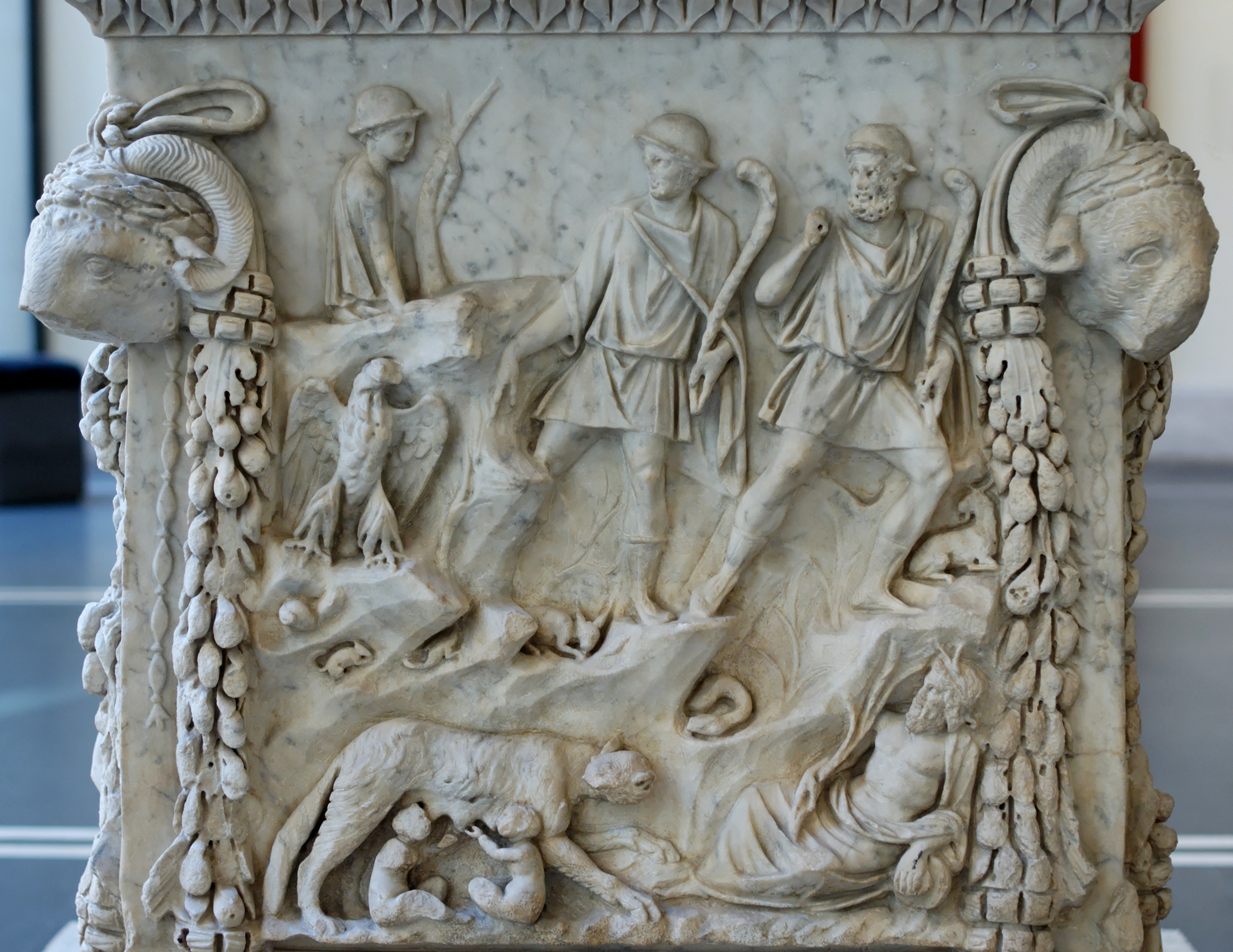
Алтарь из остийского портика, посвященный Ромулу и Рему. Справа внизу - Тиберин.

Согласно другим легендам, Тиберин нашёл Ромула и Рема и отдал их волчице, потерявшей своих волчат, которая вскормила близнецов. После этого он спас мать братьев весталку Рею Сильвию, приговорённую к казни за нарушение обряда безбрачия, и женился на ней.
В период ранней Римской Республики культ Тиберина продолжал существовать в виде праздника волтурналий, посвященных Волтурну.